# Queen's College (Oxford)
Il The Queen's College, o più semplicemente Queen's College, è uno dei collegi costituenti l'Università di Oxford. Fu fondato nel 1341 da Robert de Eglesfield che lo intitolò alla consorte di Edoardo III d'Inghilterra, la regina Filippa di Hainaut: perciò il nome è al singolare, in contrasto con il Queens' College di Cambridge. La costruzione odierna risale al XVIII secolo, seppure rimangono le fondamenta e la struttura medioevali. Anche la cappella risale a questo periodo, e fu consacrata nel 1719 dall'arcivescovo di York. La biblioteca inoltre è molto estesa ed ospita rari manoscritti.
Il collegio mantenne forti legami con il nord dell'Inghilterra fin dalla sua creazione. Il fondatore, infatti, era originario del Cumberland, e promosse l'arrivo di studenti provenienti da quelle zone attraverso diverse borse di studio, alcune delle quali esistono ancora oggi.